# Wilhelm Raspel
Wilhelm Raspel (Lebensdaten unbekannt) war ein deutscher Fußballschiedsrichter.

## Sportlicher Werdegang
Raspel gehörte ab Mitte der 1930er Jahre zu den führenden Schiedsrichtern Deutschlands und kam in überregionalen Wettbewerben als Spielleiter zum Einsatz. Anfang 1941 gehörte der für Fortuna Düsseldorf pfeifende Unparteiische neben Peco Bauwens, Robert Beinlich, Alois Beranek, Helmut Fink, Albert Multer, Alois Pennig, Bruno Pfützner, Fritz Rühle, Gerhard Schulz und Egon Zacher zu den deutschen der FIFA gemeldeten Schiedsrichtern für internationale Spiele. Für den 4. April 1943 wurde ihm mit der Auseinandersetzung zwischen Schweiz und Kroatien als Länderspieldebüt angetragen. Im Rahmen der Endrunde um die deutsche Meisterschaft 1942/43 leitete er am  27. Juni 1943 das Finalspiel zwischen dem Dresdner SC und dem FV Saarbrücken, dass der sächsische Vertreter im Olympiastadion Berlin mit einem klaren 3:0-Erfolg für sich entschied. In der Meisterschaftsendrunde 1943/44 war er beim Semifinalspiel zwischen dem Luftwaffen-Sportverein Hamburg und HSV Groß Born als Spielleiter nochmals bei einer bedeutenden Partie tätig, in dem sich die Hamburger mit einem 3:2-Erfolg den Finaleinzug sicherten. 
Im Oktober 1944 musste Fortuna Düsseldorf in einem Ligaspiel der Gauliga Niederrhein gegen den VfL Benrath auf Raspel als Abwehrspieler zurückgreifen.